# زبابة إبيرية
زبابة إبيرية (الاسم العلمي: Sorex granarius) (بالإنجليزية: Iberian Shrew)‏ هي نوع من الثدييات يتبع جنس الزبابة من الفصيلة الزبابات         .	